# دنی فاسی
دنی فاسی (انگلیسی: Danny Facey) بازیکن فوتبال است.
از باشگاه‌هایی که در آن بازی کرده‌است می‌توان به باشگاه فوتبال برافورد پارک آونیو و باشگاه فوتبال اوست تاون اشاره کرد.
وی همچنین در تیم ملی فوتبال گرنادا بازی کرده‌است.